# Wetten, dass..?
Wetten, dass..? va ser un programa televisiu d'entreteniment emès als països europeus de parla germana. El programa es va emetre durant quasi 34 anys entre l'estrena del 14 de febrer de 1981 fins a la 215 edició del 13 de febrer de 2014. Es definia com el major programa de televisió d'Europa.

## Concepte
Un concursant apostava que podia fer alguna cosa especial o estrambòtica mentre que un convidat famós (el padrí de l'aposta) s'apostava si era capaç d'aconseguir-ho. En el cas que fallés en la seva aposta, el convidat havia de fer una aposta caritativa o d'entreteniment. El creador del xou, en Frank Elstner, va declarar que va treure el concepte del programa en dues hores d'una nit d'insomni. A més de les apostes, el programa incloïa actuacions en directe i petites entrevistes amb els convidats famosos.
En els primers anys del programa es permetia als convidats apostar per a totes les proves i acumular punts d'aquesta manera. El concursant que millor ho havia fet esdevenia Wettkönig (rei de l'aposta). A partir de 1987 els espectadors escollien el Wettkönig i els convidats es limitaven només a l'aposta que varen apadrinar, en lloc de totes, traslladant el focus cap a les espectaculars proves.
L'aposta, que els padrins de l'aposta havien de pagar en cas de no haver encertat, va variar en el curs del temps. Al principi hi havia el concepte de càstig (òbviament no de forma seriosa), a on per exemple havien de passar hores a una plaça demanant diners per a una causa benèfica. Més tard es varen limitar al temps que durava el programa al plató, ja que a vegades es demanava massa a les estrelles (a vegades internacionals). En algunes ocasions es va renunciar a aquestes proves.

## Llocs d'emissió
El programa s'emetia en directe entre sis i set vegades a l'any a diferents ciutats d'Alemanya, Àustria i Suïssa. Després que la televisió suïssa abandonés el projecte el 2012 no es varen fer més programes en aquell país.
Durant l'estiu es varen fer programes especials a l'amfiteatre Xanten (1991), a la plaça de toros de Palma (1999, 2007, 2009–2011, 2013), a Disneyland París (2002), al Berliner Waldbühne (teatre del Bosc de Berlín) (2004) i al teatre d'Aspendos a Turquia (2005).
A continuació es detallen tots els llocs en què es va realitzar una edició de "Wetten, dass...?":
- 12 programes: Basilea i Saarbrücken.
- 10 programes: Berlín.
- 09 programes: Düsseldorf i Offenburg.
- 08 programes: Hannover i Bremen.
- 07 programes: Erfurt i Duisburg.
- 06 programes: Böblingen, Hof, Leipzig i Palma.
- 05 programes: Augsburg, Bremerhaven, Friburg de Brisgòvia, Innsbruck i Linz.
- 04 programes: Dortmund, Emden, Friedrichshafen, Hagen, Halle, Kiel, Magúncia, Nuremberg i Viena.
- 03 programes: Graz, Ludwigshafen, Múnic, Münster, Salzburg i Karlsruhe.
- 02 programes: Brunsvic, Dornbirn, Dresden, Frankfurt, Colònia, Mannheim, Oldenburg, Ravensburg, Rostock, Siegen, Stuttgart i Wiesbaden.
- 01 programa: Aschaffenburg, Aspendos, Göttingen, Kaiserslautern, Klagenfurt, Coblença, Lucerna, París i Xanten.

(sense tenir en compte les ediciones de Wetten, dass..? per a nens)

## Adaptacions

### Versió infantil
Des de 1996 fins al 2000 la ZDF va emetre una versió infantil de Wetten dass...?al vespre del dia de Sant Esteve (el dia de Nadal l'any 2000). Es tractava de l'emissió corresponent al mes de desembre. Tots els candidats eren nens (a excepció de l'aposta de la sala, l'any 2000) i els convidats era gent del món de l'entreteniment infantil. A partir de 2001 ja no es va produir més la versió infantil de Wetten,-dass..?, perquè feia competència a la prova infantil del programa regular.

### Versions internacionals
- Països Baixos: Wedden, dat..? (1984–1998, AVRO / 1999, RTL 4)
- Regne Unit: You bet! (1988–1997; LWT)
- Itàlia: Scommettiamo che…? (1991–2003; Rai 1) (2008; Rai 2)
- Espanya: ¿Qué Apostamos? (1992–2004; TVE 1), (2008; FORTA)
- Xina: Xiang tiaozhan ma? (想挑战吗?; 2004–2010, CCTV-3)[2]
- Polònia: Załóż się (2005–2006; TVP2)
- Estats Units: Wanna Bet? (2008, ABC)
- Grècia: Eisai Mesa (Είσαι Μέσα) (2008-2009, Alpha TV, Presentadora: Viki Kagia)
- Bèlgica: Wedden, dat..? (vtm)
- Rússia: Bolschoi spor s Dmitrijem Nagijewym (Большой спор с Дмитрием Нагиевым) (Perwy kanal, Presentador: Dmitri Nagijew)